# Лозебников, Дмитрий Александрович
Дмитрий Александрович Лозебников (род. 15 января 1998, Тюмень) — российский хоккеист, вратарь  «Сибири», выступающей в КХЛ.

## Биография
Хоккеем начал заниматься в три с половиной года вместе с братом-двойняшкой Максимом. Брат из-за аллергии на синтетическую ткань в возрасте 8-9 лет закончил с хоккеем. Воспитанник «Газовика», первый тренер Павел Тихомиров. До шести лет был центральным нападающим, затем стал в ворота. 
В 2013 году перешёл в систему магнитогорского «Металлурга». В сезоне 2015/16 дебютировал в команде МХЛ «Стальные лисы». 
26 октября 2017 в результате трёхстороннего обмена перешёл в ЦСКА. Выступал за клубы ВХЛ «Звезда» (2017—2018) и МХЛ «Красная армия» (2017—2019). 10 января 2018 года продлил контракт на два года. 
В начале января 2020 года перешёл в клуб ВХЛ «Хумо» Ташкент. 18 июня 2020 года подписал контракт с «Металлургом» Новокузнецк, в составе которого провёл 35 матчей в сезоне 2020/21 ВХЛ. 
13 июля 2023 года подписал двухлетний двусторонний контракт с хабаровским «Амуром», два сезона провёл в команде ВХЛ «Сокол» Красноярск. Дебютировал в КХЛ 6 сентября 2022 года — в гостевом матче с «Торпедо» (1:6) заменил Яниса Калниньша на 54-й минуте при счёте 1:5. Ещё один матч в сезоне провёл 18 февраля — в домашнем матче с «Ак Барсом» (3:4) заменил Калниньша в конце второго периода при счёте 2:4. В сентябре 2023 стал играть вместо травмированного Игоря Бобкова. 13 июля 2023 года продлил двусторонний контракт на два года.
26 ноября 2024 года «Сибирь» и «Амур» совершили обмен, в результате которого в «Сибирь» перешёл Лозебников, а в «Амур» отправился нападающий Сергей Дубакин